# Muhukuru
Muhukuru (auch Muhuruku) ist ein Verwaltungsbezirk (Ward) des Distrikts Songea in der tansanischen Region Ruvuma.

## Geografie
Muhukuru liegt im Südwesten von Tansania. Die Grenze im Westen und im Süden bildet der Fluss Rovuma.
Der Bezirk grenzt im Norden an Kizuka, im Osten an Lilahi, im Süden an Mosambik und im Westen an Mipotopoto und Liparamba, die beide zum Distrikt Nyasa gehören, und an Mpepai und Kihungu des Distrikts Mbinga.
Bei der Volkszählung 2022 lebten 15.519 Menschen in 3930 Haushalten auf einer Fläche von 975 Quadratkilometern.

## Gliederung
Der Bezirk besteht aus vier Gemeinden (Mtaa) mit 36 Orten (Kitongoji):
| Muhukuru Barabarani - Chepukila - Kanisani - Kajewa - Ofisini - Msikitini - Lizaboni A - Lizaboni B - Kaloleni - Muhiga - Usenga | Mipeta - Namanga - Likubwanga - Shuleni Kati - Lami - Nang'ombe - Makangao - Makambako | Maniamba - Burundi - Misufini - Mangula - Ngujali - Michongwe - Maniamba - Msikitini - Liyumu | Muhukuru Nakawale - Mchangini - Mingaula - Mnazi Mmoja - Mkuruma A - Mkuruma B - Msolokoto - Kajete - Shuleni - Kivukoni - Stendi - Kipwaya |

## Wirtschaft und Infrastruktur
- Bodenschätze: In Muhukuru liegen 27 Millionen Tonnen Kohle.[8]
- Bildung: Die Barabarani Secondary School ist eine staatliche koedukative Schule mit einer Ausbildung bis zur 4. Stufe.[9]
- Gesundheit: Im Bezirk befinden sich ein staatliches Gesundheitszentrum[10] und eine staatliche Apotheke.[11]